# Nématode doré de la pomme de terre
Globodera rostochiensis
Espèce
Le nématode doré de la pomme de terre (Globodera rostochiensis) est un nématode phytoparasite. Il est considéré comme parasite obligatoire de certains membres de la famille des Solanacées dont les hôtes principaux sont la pomme de terre (Solanum tuberosum L.), la tomate (Solanum lycopersicon L.) et l’aubergine (Solanum melongena L.).

## Distribution
Globodera rostochiensis est originaire des hauts plateaux péruviens, chiliens et boliviens. Profitant de l’ouverture des marchés internationaux pour les semences, il a envahi d’autres régions du monde. On note sa présence dans plusieurs pays tels que l’Allemagne, le Mexique, les États-Unis, le Canada, etc..

## Cycle de vie
Le nématode doré possède quatre stades larvaires, périodes pendant lesquelles il est infectieux (le stade adulte ayant pour unique but de se reproduire). Ce sont les larves de deuxième stade qui sortent du kyste lorsqu’elles sont attirées par l’exsudat racinaire et s’accrochent aux racines avec leur stylet afin de se nourrir des cellules. Lorsque le stade adulte est atteint, les mâles se détachent des racines pour l’accouplement, tandis que les femelles y restent attachées. Après la fécondation, les mâles meurent tandis que les femelles continuent leur développement. Elles subissent alors un changement de couleur du blanc au jaune doré (d’où le nom de nématode doré). Pendant ce temps les œufs se développent à l’intérieur de la femelle (un kyste peut contenir jusqu’à 500 œufs) et lorsque le développement est achevé, la femelle se détache de la racine et meurt. Sa cuticule prend une couleur brun foncé ; cette forme est appelée kyste. Un kyste constitue pour les œufs une protection contre la dessiccation, le manque d’hôtes disponibles, etc. et peut persister dans le sol pendant plus de 20 ans en attente d’un hôte.

## Dommages
La visibilité des dommages causés par Globodera rostochiensis dépend de la population présente dans le sol. La diminution en taille et poids des tubercules au fil des ans constitue le symptôme le plus fiable de sa présence. On peut aussi apercevoir un flétrissement, un jaunissement et même la mort des feuilles selon la concentration de nématodes dorés dans le sol.

## Ennemis naturels
Il a des ennemis : les fourmis et les acariens. Les œufs de nématodes sont fréquemment infectés par des champignons. Dans le cas du nématode doré de la pomme de terre, ces parasites sont nombreux dans son aire d'origine, notamment au Pérou. Selon une étude suédoise, diverses espèces de champignons ont été isolés dans des œufs du nématode doré. Les plus fréquents étant les espèces suivantes : Septocylindrium spp. (19 %), Exophiala spp. (17 %), Cylindrocarpon spp. (13 %) et Verticillium suchlasporium (4 %).  

## Lutte
Différentes méthodes de luttes peuvent être mises en oeuvre (voir comme pour le Nématode blanc de la pomme de terre). La variété « Stronga », issue de géniteurs INRAE est résistante au nématode doré de la pomme de terre (obtention SIPRE-Comité Nord inscrite au catalogue européen des espèces et variétésen 2014). Elle est également résistante à Nématode blanc de la pomme de terre (Globodera pallida).